# Grande patrie
Le terme de Grande Patrie, dû à l'historien roumain Neagu Djuvara, peut faire référence :
- à un État historique plus étendu que l'État actuel qui en revendique l'identité et/ou l'histoire ;
- à un concept irrédentiste comprenant l'ensemble des territoires revendiqués par les nationalistes d'un pays moderne ;
- à une réécriture de l'histoire visant soit à faire passer les États anciens pour des nations modernes mono-ethniques, soit à démontrer une antériorité historique sur les peuples voisins.

Le terme peut aussi désigner, dans les huit anciennes métropoles coloniales (Allemagne, Belgique, Espagne, France, Italie, Royaume-Uni, Pays-Bas, Portugal) le mouvement d'opinion visant à présenter sous un jour positif le bilan des anciens empires coloniaux :
- Empire colonial allemand
- Empire colonial belge
- Empire colonial britannique
- Empire colonial espagnol
- Empire colonial français
- Empire colonial italien
- Empire colonial néerlandais
- Empire colonial portugais